# مصطفی اوجی
مصطفی اوجی (متولد سال ۱۳۲۹، شیراز) خوشنویس و طراح گرافیک معاصر اهل ایران است.

## گاه‌شمار
- ۱۳۴۹ آغاز فعالیت حرفه‌ای در حوزه نقاشی متحرک در کانون پرورش فکری کودکان و نوجوانان
- ۱۳۵۰ فعالیت حرفه‌ای در حوزه‌ی طراحی گرافیک در کانون پرورش فکری کودکان و نوجوانان
- ۱۳۵۳ اخذ مدرک لیسانس در رشته‌ی گرافیک از دانشکده‌ی هنرهای زیبای دانشگاه تهران
- ۱۳۵۴-۱۳۵۹ همکاری با Jock Kinneir در آتلیه‌ی K.C.T لندن
- ۱۳۵۴ انتخاب آثار برگزیده برای چاپ در مجله‌ی Novum
- ۱۳۵۴ انتخاب پوستر برگزیده برای چاپ در کتاب Modern Publicity
- ۱۳۵۶ شرکت در نمایشگاه گروهی با موضوع خواب در گالری اسپنسر لندن
- ۱۳۵۷ اخذ مدرک فوق‌لیسانس در رشته‌ی طراحی گرافیک از کالج سلطنتی هنرهای لندن
- ۱۳۵۷ طراحی حروف ترافیک برای شرکت Dymo International در آتلیه‌ی K.C.T لندن
- ۱۳۵۷ ترجمه‌ی کتاب سفرهایی با قلم مداد مرکب اثر دیوید هاکنی
- ۱۳۵۷ برنده‌ی لی‌آت برگزیده در نمایشگاه سالانه‌ی D&AD برای کتاب سفرهایی با قلم مداد مرکب اثر دیوید هاکنی
- ۱۳۶۲ تدریس در دانشگاه‌های فارابی تهران
- ۱۳۶۳ انتخاب اثر برگزیده برای چاپ در کتاب سالانهٔ گرافیس
- ۱۳۶۶ شرکت در اولین دوسالانه طراحان گرافیک ایران
- ۱۳۷۰ برنده‌ی جایزه‌ی بهترین طراحی حروف در سومین دوسالانه طراحان گرافیک ایران
- ۱۳۷۱ انتخاب پوستر برگزیده برای چاپ در کتاب Poster Graphics
- ۱۳۷۱ عضویت در باشگاه طراحان گرافیک نیویورک

## آثار

نشانهٔ محصولات غذایی یک و یک، ۱۳۵۵
نشانهٔ دانشگاه ارومیه، ۱۳۶۱
نشانهٔ دانشگاه صنعتی مالک اشتر، ۱۳۷۴
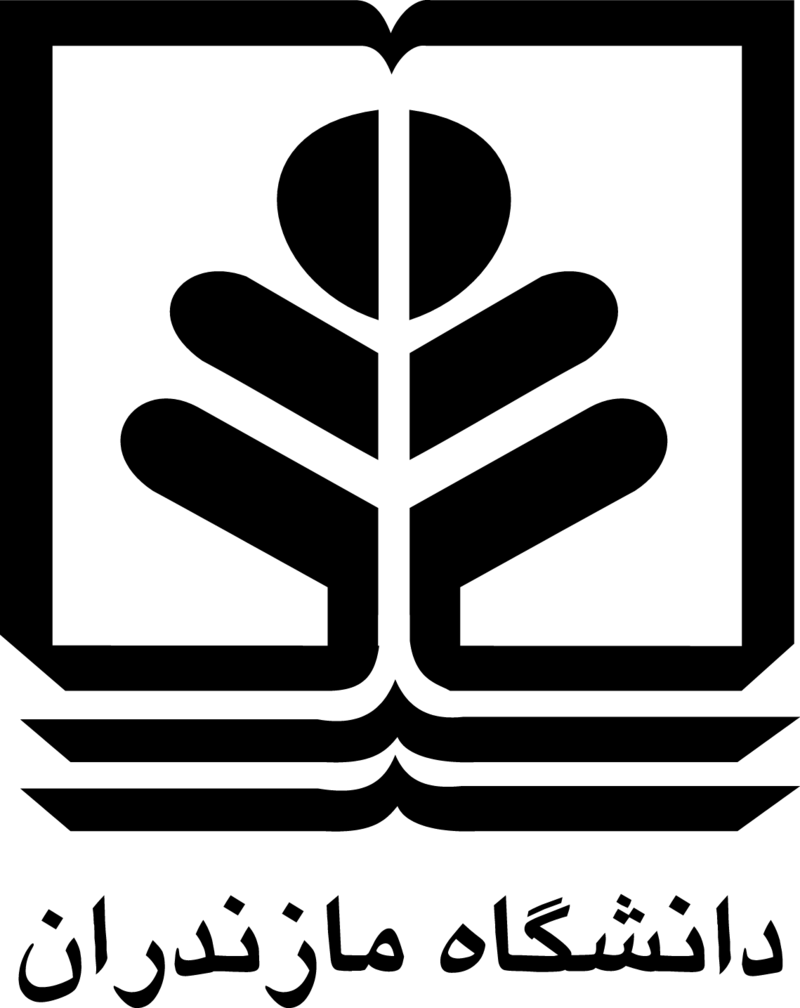
نشانهٔ دانشگاه مازندران، ۱۳۷۴
نشانهٔ دانشگاه پیام نور، ۱۳۷۵
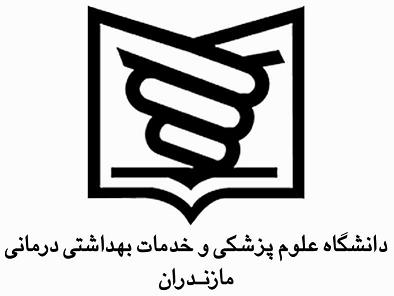
نشانهٔ دانشگاه علوم پزشکی مازندران، ۱۳۷۶
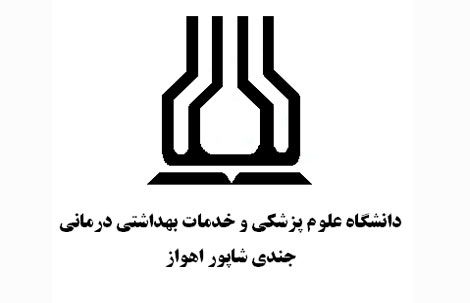
نشانهٔ دانشگاه علوم پزشکی اهواز، ۱۳۷۶
نشانهٔ دانشگاه هنر تهران، ۱۳۷۷
نشانهٔ دانشگاه شهید بهشتی، ۱۳۸۰